# Rossolin
(François) Rossolin des  Baux, mort en  septembre 1329, est un prélat français du XIVe siècle. 

## Biographie
Le franciscain  Rossolin est évêque de Riez de 1319 à 1329. 
En  1323  par ordre du pape Jean XXII,  il fait la translation dans l'église de Notre-Dame de la Roche, à  Moustiers, des reliques envoyées par Arnaud de la Vie, cardinal-diacre de   Saint-Eustache, et prieur commendataire de Moustiers. Le prieuré de Moustiers appartenait au  monastère de Lérins. Dans le XIVe siècle il est possédé en commende par trois cardinaux : le premier est Raymond, cardinal du titre de Sainte-Potentienne; le second, Arnaud de La Vie, et le troisième, Pierre des Prez, ancien évêque de Riez.

## Source
- La France pontificale (Gallia Christiana), Paris, s.d.